# Grantley Goulding
Grantley Thomas Smart Goulding (Hartpury, Gloucestershire, 23 de marzo de 1874 - Umkomaas, Natal, Sudáfrica, 1944) fue un atleta británico que ganó una medalla de plata en los Juegos Olímpicos de 1896, en la prueba de 110 metros vallas. 

## Vida personal
La familia de Goulding eran unos ricos terratenientes de Gloucestershire. El emigró a una zona costera de Sudáfrica.

## Vida deportiva
Goulding consiguió una buena reputación como atleta a nivel local en la zona de Gloucestershire ganando carreras durante la temporada de 1895. En una reunión atlética en Gloucester derrotó al campeón sudafricano. Pero en el campeonato AAA terminó último de su serie.
En los Juegos Olímpicos de Atenas 1896, compitió en la prueba de 110 metros lisos. Ganó su serie preliminar con un tiempo de 18.4 segundos, clasificándose para la final. Una vez en la final tuvo que competir sólo contra el estadounidense Thomas Curtis, pues los otros dos finalistas se retiraron sin competir en la final. Un tropezón de Goulding en la salida le lastro durante toda la carrera pues aunque fue recuperando terreno no puedo ganarla, Curtis le superó por una diferencia de menos de 5 cm y con idéntico tiempo (17.6s).